# Alcioneu (filho de Antígono II Gónatas)
Alcioneu ou Halcioneu (Alcyoneus ou Halcyoneus) foi um filho bastardo de Antígono II Gónatas, participou, com seu pai e aliado a Esparta, da luta contra Pirro quando este tentou conquistar o Peloponeso, e morreu em batalha, por ser muito ousado.

## Família
Seu pai era Antígono II Gónatas, filho de Demétrio Poliórcetes e Fila, filha de Antípatro. Ele era irmão de Demétrio, o futuro rei Demétrio II Etólico, sucessor de Antígono Gónatas.
Sua mãe era a cortesã Demo. Segundo Heráclides Lembo, Demo era amante de Demétrio II Etólico, filho de Antígono II Gónatas, mas Antígono II Gónatas também estava apaixonado por ela, e executou Oxítemis, um bajulador de Demétrio Poliórcetes, por ciúmes, além de torturar até a morte várias servas de Demo. De acordo com Plutarco, Demo, também chamada Mania, era uma das prostitutas que serviam a Demétrio Poliórcetes, e era filha de Lamia, outra prostituta e amante de Demétrio Poliórcetes. Ateneu, porém, considera que Demo e Mania eram cortesãs distintas.

## Guerra contra Pirro
Pirro invadiu o Peloponeso a pedido de Cleônimo, e usando, como pretexto, libertar as cidades gregas da opressão de Antígono II Gónatas. Após tentar, sem sucesso, conquistar Esparta, e perder seu filho Ptolemeu, Pirro avançou contra Argos, mas encontrou o exército de Antígono II Gónatas acampado, em posição defensiva.
Os argivos enviaram embaixadores a Pirro e a Antígono, pedindo que eles fossem embora e respeitassem a neutralidade de Argos; Antígono aceitou, e ofereceu seu filho como refém para os argivos; Pirro também aceitou, mas, como não deixou nenhum refém, sua proposta foi vista com suspeição.
Durante a noite, Pirro entrou na cidade, ao mesmo tempo que Antígono e seus aliados espartanos e cretenses sob o comando do rei Areu I atacavam os mercenários gauleses a serviço de Pirro. Pirro foi ferido gravemente por uma mulher, que jogou um tijolo que o atingiu na base da espinha, e o soldado Zópiro cortou a sua cabeça.
Alcioneu levou a cabeça de Pirro a seu pai, mas Antígono mandou seu filho embora, batendo-o com seu cajado, chamando-o de ímpio e bárbaro, e chorou, lembrando das desgraças que haviam acontecido com seu pai Demétrio Poliórcetes e seu avô Antígono Monoftalmo, que também haviam sofrido revezes da fortuna.
Alcioneu se redimiu quando encontrou Heleno, filho de Pirro, em um estado deplorável, mas o tratou bem e o trouxe para seu pai, que elogiou a conduta do filho, porém que ele poderia ter feito melhor e trocado a roupa de Heleno.

## Morte
Alcioneu morreu em batalha, e, quando Antígono II Gónatas recebeu a notícia, ele não chorou, mas apenas comentou que o filho havia morrido como um soldado corajoso. De acordo com Plutarco, Antígono disse:
Não foi cedo, Alcioneu, que você perdeu sua vida, porque você sempre avançou descuidadamente contra o inimigo, sem se preocupar com sua segurança nem ouvir meus conselhos
De acordo com Andrew Smith, a morte de Alcioneu ocorreu em 265 a.C., quando Antígono II Gónatas derrotou e matou Areu I de Esparta no Istmo.